# Prochenberg
Prochenberg är ett berg i Österrike.   Det ligger i distriktet Amstetten och förbundslandet Niederösterreich, i den nordöstra delen av landet, 110 km väster om huvudstaden Wien. Toppen på Prochenberg är 1 116 meter över havet, eller 501 meter över den omgivande terrängen. Bredden vid basen är 4,2 km.
Terrängen runt Prochenberg är huvudsakligen kuperad. Närmaste större samhälle är Waidhofen an der Ybbs, 11,0 km väster om Prochenberg. 
I omgivningarna runt Prochenberg växer i huvudsak blandskog. Runt Prochenberg är det ganska tätbefolkat, med 67 invånare per kvadratkilometer.